# Абфальтерсбах (Тироль)
Абфальтерсбах (нем. Abfaltersbach) — коммуна в Австрии, в федеральной земле Тироль.
Входит в состав округа Лиенц. Площадь коммуны составляет 10,28 км², население — 647 человек (1 января 2021), плотность населения — 63 чел./км². Официальный код — 7 07 01.

## Население
| Год  | Численность |
| ---- | ----------- |
| 1869 | 404         |
| 1889 | 483         |
| 1890 | 453         |
| 1900 | 441         |
| 1910 | 465         |
| 1923 | 462         |
| 1934 | 451         |
| 1939 | 464         |
| 1951 | 538         |
| 1961 | 598         |
| 1971 | 617         |
| 1981 | 622         |
| 1991 | 617         |
| 2001 | 616         |
| 2011 | 655         |
| 2021 | 647         |

## Политическая ситуация
Бургомистр коммуны — Йозеф Раухеггер (АНП) по результатам выборов 2004 года.